# Tradescantia brachyphylla
Tradescantia brachyphylla là một loài thực vật có hoa trong họ Commelinaceae. Loài này được Greenm. miêu tả khoa học đầu tiên năm 1898.